# Championnats de France de cyclisme sur route 2010
Les championnats de France de cyclisme sur route 2010 se sont déroulés à :
- Chantonnay (Vendée) du 24 au 27 juin, pour les épreuves élites messieurs, amateurs et dames.
- Brécey (Manche) du 19 au 22 août, pour les championnats de France de l'Avenir (cadets, juniors et espoirs)[1].

Cinq catégories sont au programme : cadets (15/16 ans), juniors (17/18 ans), espoirs (moins de 23 ans), amateurs et professionnels.

## Programme
| Championnats de France à Chantonnay - Jeudi 24 juin - Contre-la-montre individuel dames élites et espoirs : 24,700 km - Contre-la-montre individuel messieurs élites : 49,900 km - Samedi 26 juin - Course en ligne dames élites et espoirs : 112,800 km - Course en ligne messieurs élites amateurs : 169,200 km - Dimanche 27 juin - Course en ligne messieurs élites professionnels 239,700 km | Championnats de France de l'Avenir à Brécey - Jeudi 19 août - Contre-la-montre individuel dames juniors : 21,800 km - Contre-la-montre individuel messieurs juniors : 21,800 km - Contre-la-montre individuel messieurs espoirs : 26,700 km - Vendredi 20 août - Course en ligne dames minimes et cadettes : 45,000 km - Course en ligne messieurs cadets : 75,000 km - Samedi 21 août - Course en ligne dames juniors : 60,000 km - Course en ligne messieurs juniors : 135,000 km - Dimanche 22 août - Course en ligne messieurs espoirs : 165,000 km |

## Podiums

### Hommes
| Épreuves                   | Or                                       | Argent                                      | Bronze                                   |
| -------------------------- | ---------------------------------------- | ------------------------------------------- | ---------------------------------------- |
| Course en ligne - élites   | Thomas Voeckler (BBox Bouygues Telecom)  | Christophe Le Mével (La Française des jeux) | Mickaël Delage (Omega Pharma-Lotto)      |
| Contre-la-montre - élites  | Nicolas Vogondy (BBox Bouygues Telecom)  | Sylvain Chavanel (Quick Step)               | László Bodrogi (Team Katusha)            |
| Course en ligne - amateurs | Anthony Colin (ESEG Douai)               | Julien Guay (CC Nogent-sur-Oise)            | Étienne Tortelier (Sojasun espoir-ACNC)  |
| Course en ligne - espoirs  | Geoffrey Soupe (CC Étupes)               | Thomas Damuseau (Chambéry CF)               | Adrien Petit (CC Nogent-sur-Oise)        |
| Contre-la-montre - espoirs | Nicolas Bonnet (Vulco-VC Vaulx-en-Velin) | Johan Le Bon (Bretagne-Schuller)            | Matthieu Boulo (Roubaix Lille Métropole) |
| Course en ligne - juniors  | Mathieu Le Lavandier (VC Pontivyen)      | Geoffrey Millour (VS Plabennec)             | Anthony Mira (AC Lanester 56)            |
| Contre-la-montre - juniors | Alexis Gougeard (USSA Pavilly Barentin)  | Émilien Viennet (CC Étupes)                 | Geoffrey Thévenez (EC Baralbine)         |
| Course en ligne - cadets   | Anthony Turgis (Île-de-France)           | Lucas Destang (Aquitaine)                   | Thomas Garcia (Côte d’Azur)              |

### Femmes
| Épreuves                   | Or                                         | Argent                       | Bronze                                        |
| -------------------------- | ------------------------------------------ | ---------------------------- | --------------------------------------------- |
| Course en ligne - élites   | Mélodie Lesueur (ESGL93-GSD)               | Amélie Rivat (Rhône-Alpes)   | Jeannie Longo (Rhône-Alpes)                   |
| Contre-la-montre - élites  | Jeannie Longo (Rhône-Alpes)                | Edwige Pitel (Rhône-Alpes)   | Christel Ferrier-Bruneau (Vienne Futuroscope) |
| Course en ligne - espoirs  | Mélodie Lesueur (ESGL93-GSD)               | Amélie Rivat (Rhône-Alpes)   | Audrey Cordon (Vienne Futuroscope)            |
| Contre-la-montre - espoirs | Aude Biannic (Bretagne)                    | Julie Krasniak (Lorraine)    | Mélodie Lesueur (ESGL 93-GSD Gestion)         |
| Course en ligne - juniors  | Pauline Ferrand-Prévot (Champagne-Ardenne) | Pauline Godey (Lorraine)     | Valentine Morin (Normandie)                   |
| Contre-la-montre - juniors | Pauline Ferrand-Prévot (Champagne-Ardenne) | Mathilde Favre (Rhône-Alpes) | Alexia Muffat (Rhône-Alpes)                   |
| Course en ligne - cadettes | Iris Sachet (Pays de la Loire)             | Marie Fumey (Aquitaine)      | Camille Robert (Champagne-Ardenne)            |

## Résultats détaillés

### Championnats masculins
| #   | Cycliste            | Équipe                |    | Temps           |
| --- | ------------------- | --------------------- | -- | --------------- |
| 1   | Thomas Voeckler     | BBox Bouygues Telecom | en | 5 h 53 min 15 s |
| 2   | Christophe Le Mével | La Française des jeux | +  | 0 s             |
| 3   | Mickaël Delage      | Omega Pharma-Lotto    |    | 10 s            |
| 4.  | Mickaël Buffaz      | Cofidis               |    | 10 s            |
| 5.  | Pierrick Fédrigo    | BBox Bouygues Telecom |    | 10 s            |
| 6.  | Benoît Vaugrenard   | La Française des jeux |    | 10 s            |
| 7.  | Julien El Fares     | Cofidis               |    | 10 s            |
| 8.  | Cyril Gautier       | BBox Bouygues Telecom |    | 10 s            |
| 9.  | Sylvain Chavanel    | Quick Step            |    | 10 s            |
| 10. | Rémi Pauriol        | Cofidis               |    | 10 s            |

| #   | Cycliste            | Équipe                |    | Temps           |
| --- | ------------------- | --------------------- | -- | --------------- |
| 1   | Nicolas Vogondy     | BBox Bouygues Telecom | en | 1 h 03 min 29 s |
| 2   | Sylvain Chavanel    | Quick Step            | +  | 25 s            |
| 3   | László Bodrogi      | Team Katusha          |    | 29 s            |
| 4.  | Jérôme Pineau       | Quick Step            |    | 1 min 12 s      |
| 5.  | Paul Poux           | Sojasun espoir-ACNC   |    | 1 min 28 s      |
| 6.  | Christophe Kern     | Cofidis               |    | 1 min 40 s      |
| 7.  | Christophe Riblon   | AG2R La Mondiale      |    | 1 min 45 s      |
| 8.  | Sébastien Turgot    | BBox Bouygues Telecom |    | 1 min 46 s      |
| 9.  | Christophe Le Mével | La Française des jeux |    | 1 min 48 s      |
| 10. | Jérémy Roy          | La Française des jeux |    | 1 min 49 s      |

#### Course en ligne - amateurs

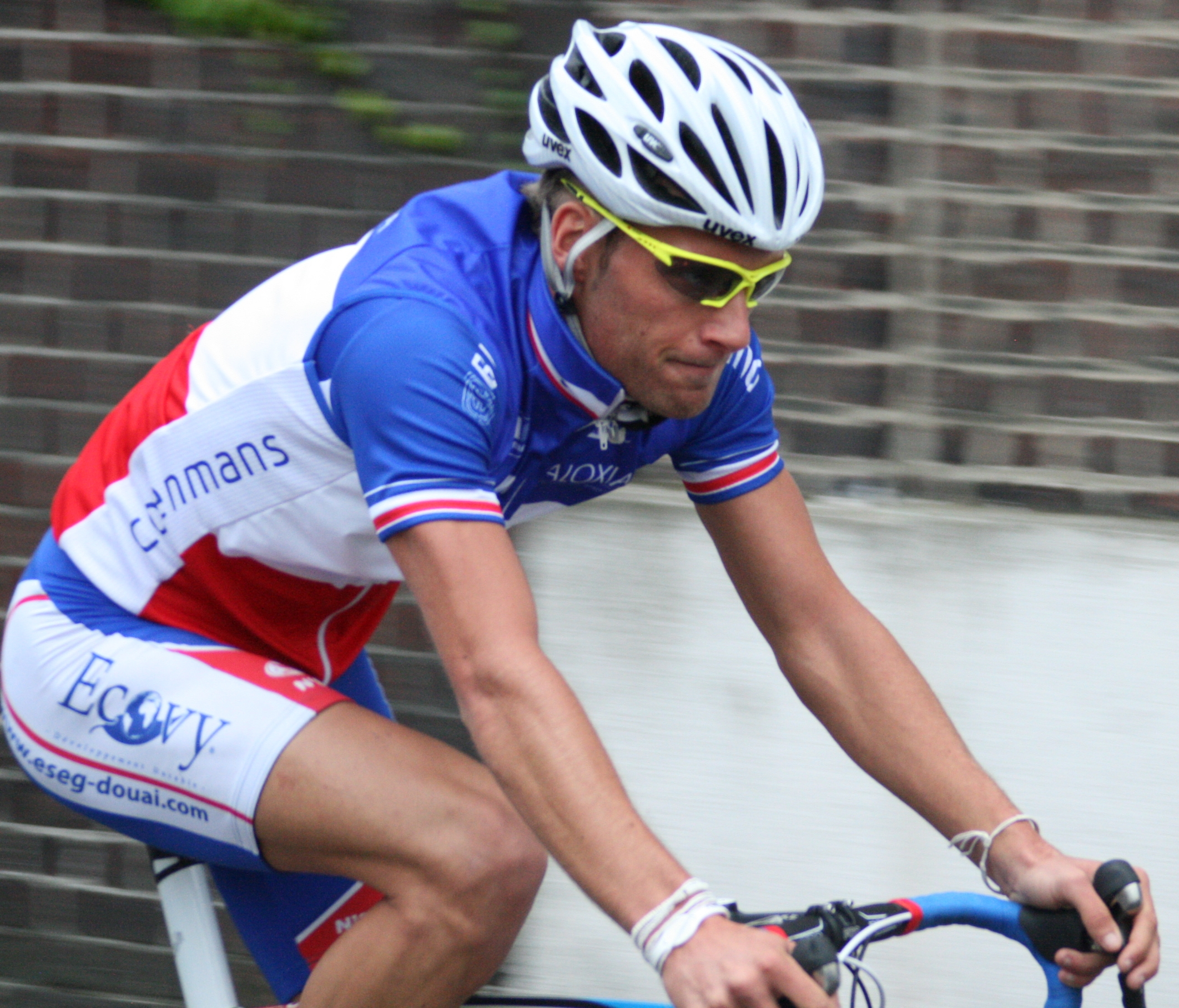
Anthony Colin vếtu du maillot de champion de France en 2010

| #   | Cycliste          | Équipe              |    | Temps           |
| --- | ----------------- | ------------------- | -- | --------------- |
| 1   | Anthony Colin     | ESEG Douai          | en | 4 h 08 min 35 s |
| 2   | Julien Guay       | CC Nogent-sur-Oise  | +  | 17 s            |
| 3   | Étienne Tortelier | Sojasun espoir-ACNC |    | 21 s            |
| 4.  | Geoffrey Soupe    | CC Étupes           |    | 1 min 08 s      |
| 5.  | Nacer Bouhanni    | Champagne-Ardenne   |    | 1 min 08 s      |
| 6.  | Fabien Schmidt    | Côtes d'Armor       |    | 1 min 08 s      |
| 7.  | Carl Naibo        | Midi-Pyrénées       |    | 1 min 08 s      |
| 8.  | Benjamin Giraud   | AVC Aix-en-Provence |    | 1 min 13 s      |
| 9.  | Pierre Drancourt  | Nord-Pas-de-Calais  |    | 1 min 15 s      |
| 10. | Blaise Sonnery    | Creusot Cyclisme    |    | 1 min 18 s      |

| #   | Cycliste             | Équipe                  |    | Temps           |
| --- | -------------------- | ----------------------- | -- | --------------- |
| 1   | Geoffrey Soupe       | CC Étupes               | en | 3 h 34 min 38 s |
| 2   | Thomas Damuseau      | Chambéry CF             | +  | 00 s            |
| 3   | Adrien Petit         | CC Nogent-sur-Oise      |    | 02 s            |
| 4.  | Arnaud Molmy         | Roubaix Lille Métropole |    | 02 s            |
| 5.  | Nacer Bouhanni       | UVCA Troyes             |    | 02 s            |
| 6.  | Armindo Fonseca      | Côtes d'Armor           |    | 02 s            |
| 7.  | Romain Bardet        | Chambéry CF             |    | 02 s            |
| 8.  | Alexandre Lemair     | Roubaix Lille Métropole |    | 02 s            |
| 9.  | Alexis Jarry         | Océane Cycle Poitevin   |    | 02 s            |
| 10. | Christopher De Souza | VC Rouen 76             |    | 02 s            |

| #   | Cycliste         | Équipe                     |    | Temps       |
| --- | ---------------- | -------------------------- | -- | ----------- |
| 1   | Nicolas Bonnet   | Vulco-VC Vaulx-en-Velin    | en | 33 min 29 s |
| 2   | Johan Le Bon     | Bretagne-Schuller          | +  | 6 s         |
| 3   | Matthieu Boulo   | Roubaix Lille Métropole    |    | 20 s        |
| 4.  | Romain Bacon     | CM Aubervilliers 93-BigMat |    | 33 s        |
| 5.  | Loïc Desriac     | CC Étupes                  |    | 51 s        |
| 6.  | Geoffrey Soupe   | CC Étupes                  |    | 52 s        |
| 7.  | Rudy Molard      | CR4C Roanne                |    | 1 min 02 s  |
| 8.  | Yoann Paillot    | CO Couronnais              |    | 1 min 04 s  |
| 9.  | Florent Mallégol | Côtes d'Armor              |    | 1 min 07 s  |
| 10. | Erwan Téguel     | UC Nantes Atlantique       |    | 1 min 11 s  |

### Championnats féminins
| #   | Cycliste                 | Équipe              |    | Temps           |
| --- | ------------------------ | ------------------- | -- | --------------- |
| 1   | Mélodie Lesueur*         | ESGL 93-GSD Gestion | en | 3 h 07 min 08 s |
| 2   | Amélie Rivat*            | Rhône-Alpes         | +  | 1 min 56 s      |
| 3   | Jeannie Longo            | Rhône-Alpes         |    | 3 min 59 s      |
| 4.  | Edwige Pitel             | Michela Fanini      |    | 3 min 59 s      |
| 5.  | Christel Ferrier-Bruneau | Vienne Futuroscope  |    | 3 min 59 s      |
| 6.  | Audrey Cordon*           | Vienne Futuroscope  |    | 3 min 59 s      |
| 7.  | Sophie Creux             | ESGL 93-GSD Gestion |    | 3 min 59 s      |
| 8.  | Eugénie Mermillod        | ESGL 93-GSD Gestion |    | 3 min 59 s      |
| 9.  | Béatrice Thomas          | ESGL 93-GSD Gestion |    | 3 min 59 s      |
| 10. | Mélanie Bravard          | ESGL 93-GSD Gestion |    | 3 min 59 s      |

| #   | Cycliste                 | Équipe              |    | Temps       |
| --- | ------------------------ | ------------------- | -- | ----------- |
| 1   | Jeannie Longo            | Rhône-Alpes         | en | 34 min 51 s |
| 2   | Edwige Pitel             | Michela Fanini      | +  | 1 min 19 s  |
| 3   | Christel Ferrier-Bruneau | Vienne Futuroscope  |    | 1 min 31 s  |
| 4.  | Aude Biannic*            | Bretagne            |    | 1 min 45 s  |
| 5.  | Julie Krasniak*          | Lorraine            |    | 1 min 48 s  |
| 6.  | Delphine Pelletier       | Centre              |    | 2 min 04 s  |
| 7.  | Mélodie Lesueur*         | ESGL 93-GSD Gestion |    | 2 min 09 s  |
| 8.  | Caroline Mani            | Vienne Futuroscope  |    | 2 min 19 s  |
| 9.  | Audrey Cordon*           | Vienne Futuroscope  |    | 2 min 21 s  |
| 10. | Amélie Rivat*            | Rhône-Alpes         |    | 3 min 03 s  |

| #   | Cycliste           | Équipe              |    | Temps           |
| --- | ------------------ | ------------------- | -- | --------------- |
| 1   | Mélodie Lesueur    | ESGL 93-GSD Gestion | en | 3 h 07 min 08 s |
| 2   | Amélie Rivat       | Rhône-Alpes         | +  | 1 min 56 s      |
| 3   | Audrey Cordon      | Vienne Futuroscope  |    | 3 min 59 s      |
| 4.  | Émilie Blanquefort | Aquitaine           |    | 3 min 59 s      |
| 5.  | Marion Azam        | Midi-Pyrénées       |    | 3 min 59 s      |
| 6.  | Julie Krasniak     | Lorraine            |    | 3 min 59 s      |
| 7.  | Aude Biannic       | Bretagne            |    | 6 min 13 s      |
| 8.  | Mélanie Ferrand    | Rhône-Alpes         |    | 6 min 29 s      |
| 9.  | Élodie Hegoburu    | ESGL 93-GSD Gestion |    | 6 min 33 s      |
| 10. | Roxane Fournier    | ESGL 93-GSD Gestion |    | 6 min 33 s      |

| #   | Cycliste        | Équipe              |    | Temps       |
| --- | --------------- | ------------------- | -- | ----------- |
| 1   | Aude Biannic    | Bretagne            | en | 36 min 36 s |
| 2   | Julie Krasniak  | Lorraine            | +  | 3 s         |
| 3   | Mélodie Lesueur | ESGL 93-GSD Gestion |    | 24 s        |
| 4.  | Audrey Cordon   | Vienne Futuroscope  |    | 36 s        |
| 5.  | Amélie Rivat    | Rhône-Alpes         |    | 1 min 18 s  |
| 6.  | Joanne Duval    | Bourgogne           |    | 1 min 42 s  |
| 7.  | Jenifer Letue   | Vienne Futuroscope  |    | 2 min 03 s  |
| 8.  | Justine Macret  | Normandie           |    | 2 min 22 s  |
| 9.  | Roxane Fournier | ESGL 93-GSD Gestion |    | 3 min 57 s  |
| 10. | Fiona Dutriaux  | Vienne Futuroscope  |    | 3 min 58 s  |